# 羅長裿
羅長裿（1865年—1911年），字退斋，号申田，湖南湘乡人。清朝政治人物。

## 生平
羅長裿6岁丧父，10岁丧母。18岁，他中秀才，后任教于蒋氏长春族学馆。22岁他中举人。29岁时他于光绪二十一年（1895年）中进士，改翰林院庶吉士，授编修。1898年8月19日，他条陈《呈请代奏应诏陈言疏》，荣禄奏称他“才具操守，均有可信”。后他捐升道员，发江苏任職，任江南候补道，常为两江总督刘坤一谋划。1901年至1904年，他先后主持江苏仕进馆，江苏法政学堂，江南将弁学堂及江南陆师学堂。1907年，江苏巡抚陈夔龙调他任江苏参谋处督办，主持新军的训练。其间他著有《江苏参谋处兵学》一书。
1907年底，他辞职请调四川。到达四川成都后，他任四川陆军小学堂总办。當時赵尔丰督川边军事，羅长裿參與其幕府。1908年，他被赵尔丰任命统领川边巡防新军五营，同时赵尔丰任命钟颖统领川边混成协。在任上，他主张对藏人以抚绥为主。1909年，清政府电令川军2000人调防西藏，英属印度政府唆使西藏三大领主叛乱。他因主张抚绥而遭到下属和赵尔丰的不满。1909年10月，新军后营管带程凤翔率兵入藏东，罗长裿令其撤回，却被程抗命，罗遂赶紧报告赵尔丰。不久，程凤翔所部遭到藏东民众抗击而败归。赵尔丰未处分程凤翔，并严斥罗长裿怯懦，罗长裿遂称病告假，并请辞。此后他赋闲。
1910年1月24日，驻藏大臣联豫上奏荐他为西藏督练公署兵备处总办，赴拉萨帮办军政要务。1910年2月，川军在江孜击败由十三世达赖喇嘛所派军队的最后抵抗，进入拉萨，十三世达赖喇嘛则逃往印度大吉岭。联豫未听从罗长裿的劝告，而是请旨革去达赖名号。英国借口“保护商埠”而从印度出兵进驻印藏边境的印塘，并且进入了江孜、亚东等地。1910年7月至8月，罗长裿经联豫向清朝外务部推荐，负责和英印当局交涉，于7月12日查勘江孜、亚东两埠情形，并会晤英国驻江孜商务员韦亚，7月20日到达靖西会晤英国驻亚东商务委员麦仲儒，8月12日抵达大吉岭，后与英属印度副总督裴凯、駐錫金政務官贝尔、大吉岭知事福赖特斯等英方官员会谈。通过他的交涉，英印当局答应撤回进入亚东、江孜商埠的军队，并声明“达赖之事，恪守中立”。
9月9日，他在大吉岭山后的巴伦布会见了十三世达赖喇嘛，劝告达赖喇嘛返回西藏，但未成功。他回国覆命后，清政府命九世班禅管理西藏政务，英国则撤退了军队，西藏局势渐趋稳定。1910年月12月，清政府根据联豫建议，添设前藏参赞（即驻藏左参赞），“禀承驻藏大臣，筹划前藏一切要政”；添设后藏参赞（即驻藏右参赞），“禀承驻藏大臣，监督三埠商务”。1911年3月，罗长裿经联豫推荐，被任命为驻藏左参赞。1910年6月21日，联豫上奏改设治事厅和议事厅，以罗长裿兼任秘书员。 
宣统三年（1911年），他被驻藏大臣联豫派往藏東討伐波密土王，节制诸将。但他與刚刚兵败波密的協統锺颖不和，并将锺颖饮酒赌钱不问军务等事禀告联豫。联豫据奏，将钟颖撤职，并以罗长裿取代。7月，罗长裿和謝國樑在彝贡会师，此后波密土王白马策旺被杀，波密之乱平定。罗长裿因功加二品衔。
1911年辛亥革命爆發，在英属印度总督明多的支持下，达赖喇嘛派出亲信达桑丹东潜回西藏，策动部分贵族组织民军，进攻驻拉萨、日喀则、江孜的川军。另一方面，钟颖趁罗长裿当时正驻扎波密的春多行辕时，策动驻拉萨的川军兵变，史称拉萨兵变。罗长裿闻讯后，本想率军赴拉萨制止兵变。但钟颖联络驻波密管带陈渠珍。陈渠珍遂于11月26日指使本营后队正目赵本立及刘均福、周国荃、罗玉斌等人率队围攻春多行辕，劫持了罗长裿。他们挟持罗长裿走到工布南山道上时，罗长裿获得机会逃脱，遂跳崖自盡，但未死，被迫继续被挟持前进。后来他们到了德摩喇嘛寺。11月29日，赵本立等勒杀罗长裿，尸体被焚毁，罗长裿时年47岁。其妾携幼子逃到一个藏族乞丐家躲藏而得以幸免，后不知所终。 
罗长裿被杀后，其骨灰被所部炮队长周逊送归其家乡湘乡安葬。1914年10月，罗长裿之子罗春驭（罗辀重）要求政府审理罗长裿被害案。1915年3月19日，袁世凯政府对罗长裿被害案进行初审，钟颖不承认自己为主谋，钟颖的家属还编印了《弥天冤案录》进行申诉。后来联豫出庭对质，并出示了钟颖作为主谋的证据。经过三次庭审鞫实后，袁世凯签发《大总统申令》称：
查西藏于波密平服后，全藏静谧，汉番相安，自拉萨兵变及色拉寺之役，始酿成乱端。推原祸始，实由该长官要结乱兵，擅离职守，以致藏民茹痛，边境骚然。已属罪无可逭，又复挟私嫁祸，擅杀忠良，焚毁尸骸，惨无人道。钟颖着处以死刑，依法执行。

罗长裿死事惨烈，着交陆军部从优议恤，并将生平事迹宣会史馆，以彰公道而慰幽魂。
此后，钟颖被执行死刑，而罗长裿入祀忠烈祠。《清史稿》也將罗长裿收入忠義傳。

## 延伸阅读
[在维基数据编辑]
 《清史稿·卷496》，出自趙爾巽《清史稿》